# 帕卢河
帕卢河（印尼语：Sungai Palu）是印度尼西亚苏拉威西岛上的一条河流。帕卢河发源于苏拉威西岛中部，向北流过河谷地区，自南向北穿过中苏拉威西省的首府城市帕卢，然后注入帕卢湾。流域内41%的土地被罗瑞林都国家公园受保护的热带山地森林所覆盖。2008年7月，帕卢河水在帕卢漫出淹没了城市。

## 资料来源
1. ↑   (PDF). Advances in Geosciences. 2006  [2013-09-21]. （原始内容存档 (PDF)于2017-12-02）.
2. ↑  Rand McNally, The New International Atlas, 1993.
3. ↑   (PDF). Constanze Leemhuis. 2005  [2013-09-21]. （原始内容存档 (PDF)于2017-08-08）.
4. ↑  . 雅加达邮报. 2008-07-24. （原始内容存档于2016-03-07）.

0°52′00″S 119°51′28″E / 0.86667°S 119.85778°E